# Czubacz zmienny
Czubacz zmienny (Crax rubra) – gatunek dużego ptaka z rodziny czubaczy (Cracidae), zamieszkujący Amerykę Północną i Południową. Narażony na wyginięcie.

## Systematyka
Wyróżnia się dwa podgatunki C. rubra:
- C. rubra rubra – wschodni Meksyk do zachodniego Ekwadoru.
- C. rubra griscomi – wyspa Cozumel.

## Morfologia i ekologia
Długość ciała 90 cm. Na głowie kędzierzawy czubek. Samiec czarny, z wyjątkiem żółtej narośli na dziobie, białego brzucha i podogonia; samica w większości kasztanowobrązowa, z prążkowanymi skrzydłami i ogonem oraz czarno-biało delikatnie prążkowaną głową. Występuje także ciemniejsza odmiana samicy. U obu płci nogi są szare. Spotykany na ziemi zwykle pojedynczo lub parami. Spłoszony, zazwyczaj ucieka na piechotę. Tokujący samiec wydaje buczącą pieśń.

## Zasięg, środowisko
Występuje od wschodniego Meksyku przez Amerykę Centralną po zachodnią Kolumbię i zachodni Ekwador. Zamieszkuje wilgotne lasy nizinne, choć był też obserwowany w górach Panamy do 1900 m n.p.m. oraz na północnych zboczach gór Sierra de las Minas w Gwatemali.

## Status
Międzynarodowa Unia Ochrony Przyrody (IUCN) od 2009 roku uznaje czubacza zmiennego za gatunek narażony (VU – Vulnerable); wcześniej – od 2000 roku miał on status gatunku bliskiego zagrożenia (NT – Near Threatened), a od 1988 – najmniejszej troski. Całkowitą liczebność populacji szacuje się na około 50 tysięcy osobników, jednak szacunki różnych autorów są rozbieżne. Trend liczebności populacji uznaje się za spadkowy. Do głównych zagrożeń dla gatunku należą polowania (dla mięsa, sportu czy z przeznaczeniem na handel) oraz utrata i fragmentacja siedlisk wskutek wylesiania.